# Staplehurst
Staplehurst és una població dels Estats Units a l'estat de Nebraska. Segons el cens del 2000 tenia 270 habitants.

## Demografia
Segons el cens del 2000, Staplehurst tenia 270 habitants, 108 habitatges, i 73 famílies. La densitat de població era de 744,6 habitants per km².
Dels 108 habitatges en un 28,7% hi vivien nens de menys de 18 anys, en un 55,6% hi vivien parelles casades, en un 7,4% dones solteres, i en un 32,4% no eren unitats familiars. En el 28,7% dels habitatges hi vivien persones soles el 14,8% de les quals corresponia a persones de 65 anys o més que vivien soles. El nombre mitjà de persones vivint en cada habitatge era de 2,5 i el nombre mitjà de persones que vivien en cada família era de 3,11.
Per edats la població es repartia de la següent manera: un 24,4% tenia menys de 18 anys, un 10,7% entre 18 i 24, un 25,6% entre 25 i 44, un 25,9% de 45 a 60 i un 13,3% 65 anys o més.
L'edat mediana era de 37 anys. Per cada 100 dones de 18 o més anys hi havia 110,3 homes.
La renda mediana per habitatge era de 38.542 $ i la renda mediana per família de 42.361 $. Els homes tenien una renda mediana de 28.125 $ mentre que les dones 18.125 $. La renda per capita de la població era de 14.449 $. Aproximadament el 7,4% de les famílies i el 10,3% de la població estaven per davall del llindar de pobresa.

## Poblacions més properes
El següent diagrama mostra les poblacions més properes.